# Опуво
Опуво (ранее Охопохо) — столица северного региона Намибии Кунене, является главным городом одноимённого избирательного округа с населением 7 900 человек. Один из городов Каоколенда.
Название «Опуво» переводится с языка очихимба как «конец». Возможно, происхождение имени связано с более низким уровнем жизни в городах, находящихся севернее, где жить было существенно труднее.
Опуво является центром столетней культуры химба, сегодня сталкивающейся с серьёзными проблемами нынешнего времени: распространены алкоголизм, преступность. В должной степени не обеспечивается надзор.

## История
Во период власти ЮАР на территории Намибии Опуво был сделан административным центром региона проживания химба. Поселение также использовалось южноафриканскими войсками как охранный пункт. Во время выполнения ЮНТАГ операции по получению Намибией независимости южноафриканская воинская часть в Опуво была упразднена.
На данный момент в Опуво имеется больница, гостиница Opuwo Country Hotel. Большинство населения проживает в хижинах, построенных по традиционному методу. Поселение располагается недалеко от водопада Эпупа, что привлекает большое количество туристов.

## Климат
| Показатель              | Янв. | Фев. | Март | Апр. | Май  | Июнь | Июль | Авг. | Сен. | Окт. | Нояб. | Дек. | Год   |
| ----------------------- | ---- | ---- | ---- | ---- | ---- | ---- | ---- | ---- | ---- | ---- | ----- | ---- | ----- |
| Средний максимум, °C    | 28,5 | 28,3 | 27,5 | 27,8 | 26,8 | 24,4 | 24,4 | 26,7 | 29,5 | 30,6 | 30,2  | 29,7 | 27,9  |
| Средняя температура, °C | 23,4 | 23,0 | 23,0 | 22,5 | 20,0 | 17,3 | 17,2 | 19,2 | 22,2 | 23,9 | 24,0  | 23,5 | 21,6  |
| Средний минимум, °C     | 18,3 | 17,8 | 18,4 | 17,3 | 13,2 | 10,2 | 9,9  | 11,8 | 14,8 | 17,3 | 17,7  | 17,3 | 15,3  |
| Норма осадков, мм       | 99,0 | 72,7 | 94,9 | 27,3 | 2,2  | 0,6  | 1,2  | 1,4  | 3,5  | 11,7 | 39,1  | 37,3 | 390,6 |
| Источник: ,             |      |      |      |      |      |      |      |      |      |      |       |      |       |

## Политика
По результатам голосования в 2010 году мэром Опуво был избран Туарунгуа Кавари, представитель партии СВАПО. Его предшественником был Питер де Виллерс, представитель Конгресса демократов.

### Городские выборы партий
По результатам городских выборов политических партий (2010 год) была опубликована следующая статистика:
| Партия                          | Кол-во голосов | Кол-во голосов (%) | Кол-во мест в парламенте |
| ------------------------------- | -------------- | ------------------ | ------------------------ |
| СВАПО                           | 1100           | 56,29 %            | 4                        |
| Демократический альянс Намибии  | 0472           | 24,97 %            | 2                        |
| НУДО                            | 0188           | 09,62 %            | 1                        |
| Партия за демократию и прогресс | 0136           | 06,96 %            | 0                        |
| Конгресс демократов             | 048            | 02,46 %            | 0                        |
| недействительно                 | 010            | 00,51 %            |                          |
| Итого                           | 1954           | 100 %              | 7                        |

## Образовательные учреждения

### Учреждения начального образования
- Ehomba Junior Primary School
- Etanga Junior Primary School
- Hangua Junior Primary School
- Kamery Primary School
- Kaoko-Otavi Primary School
- Musaso Primary School
- Okangvati Senior Primary School
- Okorosave Junior Primary School
- Ombombo Primary School
- Opuwo Junior Primary School
- Orumana Senior Primary School
- Otjerunda Junior Primary School
- Otjondeka Junior Primary School
- Ruiters Primary School

### Учреждения среднего образования
- Mureti Secondary School
- Putwavanga Junior Sec. School